# 佩陶克
14°15′S 31°20′E / 14.250°S 31.333°E

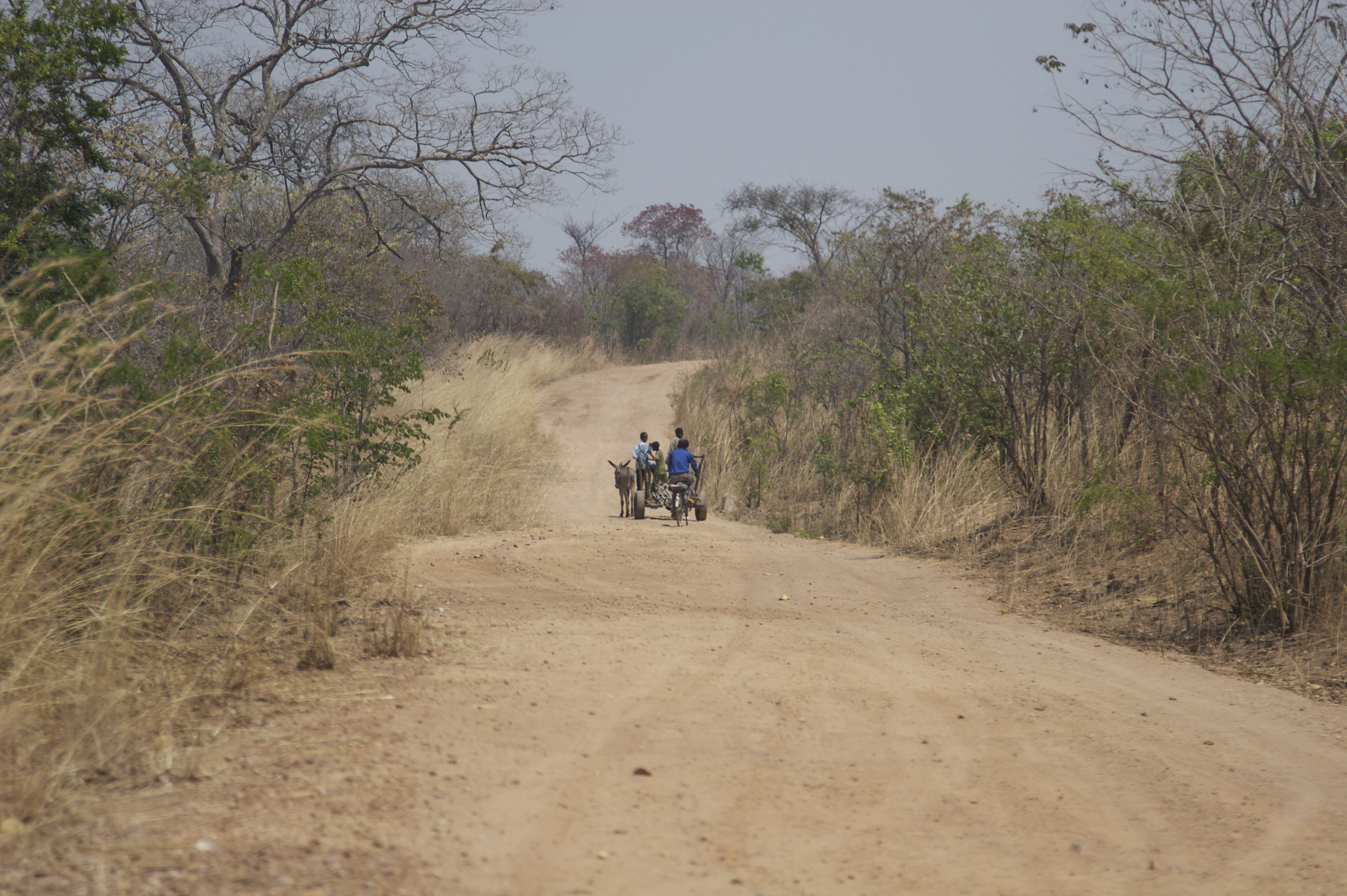
佩陶克

佩陶克（英語：Petauke），是贊比亞的城鎮，位於該國東部，由東方省負責管轄，是佩陶克縣的首府，距離首都盧薩卡400公里，海拔高度932米，主要農作物有玉米、棉花、向日葵、花生和大豆，2010年人口66,281。